# San Juan (Batangas)
San Juan es un municipio filipino perteneciente a la provincia de Batangas, en la región de Calabarzon.

## Toponimia
El lugar puede encontrarse referido como San Juan y San Juan de Bocboc.

## Geografía
Se encuentra en la costa occidental de la bahía de Tayabas, en la ribera del río conocido como Sinturis o Lanay.

## Historia
Hacia comienzos del siglo XX, el lugar, ya por entonces perteneciente a la provincia de Batangas, tenía contabilizada una población de 14 017 habitantes, repartida entre dos pueblos, el nuevo y el viejo. En 2020, el municipio de San Juan tenía censados 114 068 habitantes.